# Fábrica Española de Automóviles Hebe
Fábrica Española de Automóviles Hebe war ein spanischer Hersteller von Automobilen.

## Unternehmensgeschichte
Das Unternehmen aus Barcelona begann 1920 unter der Leitung von Pedro Soler Damians mit der Produktion von Automobilen. 1921 endete die Produktion.

## Fahrzeuge
Das einzige Modell 6/8 HP war ein leichter Kleinwagen. Für den Antrieb sorgte ein Vierzylindermotor von Ruby mit 903 cm³ Hubraum und 24 PS Leistung. Das Fahrzeug wurde offen und geschlossen als Zwei- und Viersitzer sowie als Lieferwagen angeboten. Der Rennfahrer Gilbert Dutrieu erzielte 1921 mit einem Hebe den sechsten Platz bei Sportwagenrennen Trofeo Armangué.